# Nikodem Popławski
Nikodem Janusz Popławski (ur. 1 marca 1975 w Toruniu) – polski fizyk teoretyczny zajmujący się teorią grawitacji, ogólną teorią względności, jednolitą teorią pola i kosmologią.

## Życiorys
Nikodem Popławski urodził się w Toruniu jako syn artystów plastyków Bożenny i Janusza Popławskich. Ukończył klasę o profilu matematyczno-fizycznym w VI Liceum Ogólnokształcącym im. Jana Kochanowskiego w Radomiu. Został laureatem 10 olimpiad przedmiotowych – z fizyki, chemii, astronomii i wiedzy technicznej, do których przygotowywał się pod kierunkiem Stanisława Banaszkiewicza i Marka Golki. Stypendysta Krajowego Funduszu na rzecz Dzieci. Po maturze w 1993 rozpoczął studia na Wydziale Fizyki, Astronomii i Informatyki Stosowanej Uniwersytetu Jagiellońskiego, a rok później przeniósł się na Uniwersytet Warszawski.
Ukończył studia na Wydziale Fizyki Uniwersytetu Warszawskiego, gdzie w 1999 obronił pracę magisterską z fizyki grawitacyjnej pod tytułem Interferometr Michelsona w czasoprzestrzeni płaskiej fali grawitacyjnej. W 2004 uzyskał stopień doktora na Wydziale Fizyki w Indiana University w Bloomington (Indiana, USA), gdzie następnie był zatrudniony do 2013. Obecnie jest pracownikiem naukowym na University of New Haven.

## Osiągnięcia
Najszerzej znany jest z rozwinięcia i teoretycznego uzasadnienia wysuniętej w latach 70. XX wieku hipotezy, iż każda czarna dziura zawiera w sobie nowy wszechświat, a nasz Wszechświat znajduje się wewnątrz czarnej dziury, która sama istnieje w jeszcze większym wszechświecie.
Teoria Popławskiego opiera się na klasycznej teorii grawitacji Einsteina-Cartana, która rozszerza ogólną teorię względności, dodając do zakrzywionej czasoprzestrzeni pojęcie skręcenia (ang. torsion), oraz na relatywistycznej mechanice kwantowej Diraca. Skręcenie czasoprzestrzeni naturalnie uwzględnia spin cząstek elementarnych w polu grawitacyjnym. Grawitacyjne efekty skręcenia są znaczące tylko przy ogromnych gęstościach, istniejących wewnątrz czarnych dziur i na początku Wszechświata. W takich warunkach, skręcenie objawia się jako siła odpychająca, która powoduje że materia wewnątrz czarnej dziury zapada się nie do punktu zwanego osobliwością, ale do stanu o ogromnej, skończonej gęstości, po czym wybucha, dając początek nowemu, zamkniętemu wszechświatowi po drugiej stronie horyzontu zdarzeń. Czarna dziura staje się wówczas tunelem czasoprzestrzennym, łączącym oba wszechświaty. Analogicznie, Wielki Wybuch, który dał początek naszemu Wszechświatowi, był w rzeczywistości Wielkim Odbiciem wewnątrz czarnej dziury istniejącej w innym wszechświecie. Popławski pokazał, że kosmologia oparta na teorii Einsteina-Cartana nie tylko eliminuje problem osobliwości, ale również wyjaśnia dlaczego cały obserwowalny Wszechświat jest (uśredniając) przestrzennie płaski, jednorodny i izotropowy, bez odwoływania się do inflacji kosmologicznej. Zdaniem Popławskiego, skręcenie czasoprzestrzeni może być też źródłem ciemnej energii, także ciemnej materii oraz asymetrii pomiędzy materią i antymaterią we Wszechświecie.
National Geographic i Science w 2010 zaliczyły teorię Popławskiego do 10 największych odkryć roku. Popławski wystąpił w 5. odcinku serialu Ciekawość wyprodukowanego przez Discovery Channel, zatytułowanym Wszechświat równoległy (ang. Parallel Universes: Are They Real?) I wyemitowanym we wrześniu 2011.
W 2025 roku Maciej Kawecki przeprowadził wywiad zatytułowany "Grawitacja nie potrzebuje świata kwantów!", w którym Popławski przedstawia swoją teorię.